# Helfensteiner

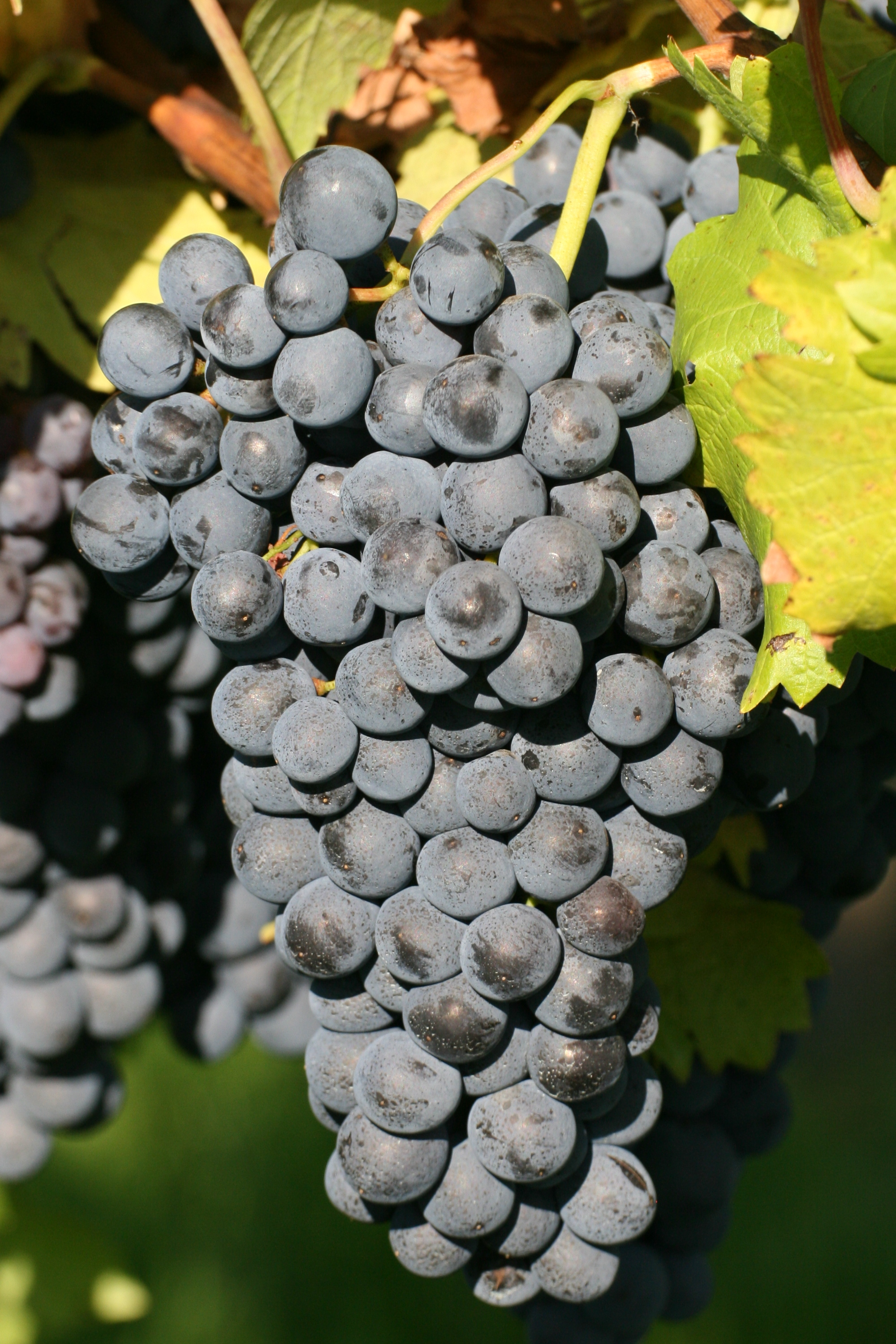
Helfensteiner

Helfensteiner ist eine Rotweinsorte, die auch unter dem Namen Blauer Weinsberger bekannt ist. Sie entstand 1931 durch Kreuzung von Frühburgunder und Blauem Trollinger an der Staatlichen Lehr- und Versuchsanstalt für Wein- und Obstbau in Weinsberg. Der Sortenschutz der Neuzüchtung wurde 1960 erteilt. Züchter der Rebsorte ist August Herold, der auch als Züchter der Rebsorten Kerner (1929), Heroldrebe (1929) und Dornfelder (1955) gilt. Die Angaben des Züchters zu den Kreuzungseltern konnten in der Zwischenzeit durch DNA-Analyse bestätigt werden.
Der Name leitet sich von der Burg Helfenstein in der Nähe von Geislingen ab. Die Sorte wird im Anbaugebiet Württemberg angebaut; die bestockte Rebfläche beträgt ca. 25 Hektar. Die Rotweine sind feinfruchtig und gefällig und die Roséweine sind von guter Qualität. Die geringe Akzeptanz der Sorte bei den Weinbauern liegt an den schwankenden Erträgen, die durch ihre Blühempfindlichkeit bedingt sind. Helfensteiner ist eine Varietät der Edlen Weinrebe (Vitis vinifera). Sie besitzt zwittrige Blüten und ist somit selbstfruchtend. Beim Weinbau wird der ökonomische Nachteil vermieden, keinen Ertrag liefernde, männliche Pflanzen anbauen zu müssen.
Inzwischen sind weitere Züchtungen aus dem Helfensteiner hervorgegangen, wovon vor allem der Dornfelder, eine Kreuzung mit der Heroldrebe, ein großer Erfolg ist. Die Sorte Hegel stammt von den gleichen Eltern wie der Dornfelder ab.
Siehe auch den Artikel Weinbau in Deutschland sowie die Liste von Rebsorten.
- Synonyme: Blauer Weinsberger, Zuchtnummer We S 5332
- Abstammung: Frühburgunder x Trollinger

## Ampelographische Sortenmerkmale

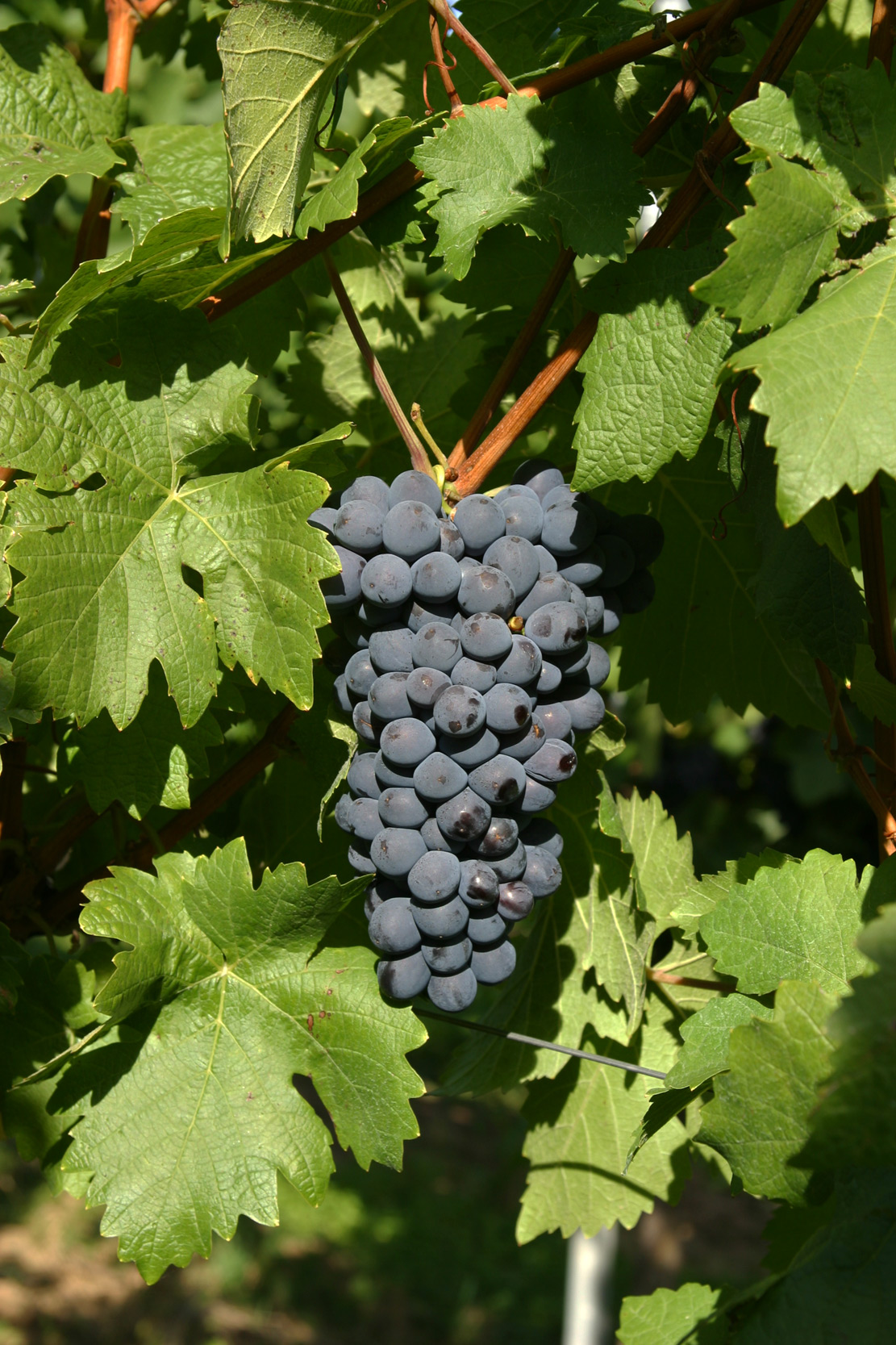
Blätter und Trauben der Rebsorte Helfensteiner

- Die Triebspitze ist offen. Sie ist spinnwebig bis weißwollig behaart und von weißlich-grüner Farbe.
- Die großen bis sehr großen, dunkelgrünen Blätter (siehe auch den Artikel Blattform) sind dreilappig bis schwach fünflappig. Die Stielbucht ist überlappend geschlossen. Der Blattrand ist spitz gesägt. Im Vergleich zu anderen Rebsorten sind die Zähne weit gesetzt. Die Blattoberfläche (auch Spreite genannt) ist blasig.
- Die leicht konisch- bis walzenförmige Traube groß, geschultert und dichtbeerig (je nach Grad der Blühempfindlichkeit auch lockerbeerig!). Die leicht rundlichen, leicht länglichen Beeren sind mittelgroß und von bläulich-schwarzer Farbe. Der Saft der knackigen Beeren ist leicht rötlich gefärbt.

Helfensteiner treibt mittelfrüh bis spät aus und entgeht damit nicht immer späten Frühjahrsfrösten. Die Winterfrostfestigkeit ist mäßig gut. Die stark wüchsige Sorte kann sehr gute Erträge erbringen. Sie neigt jedoch zu geringer Blühfestigkeit. Generell gilt jedoch auch für Helfensteiner: wenn die Rebe nicht korrekt zurückgeschnitten wird (→ Reberziehung), besteht trotz Blühempfindlichkeit die Gefahr zu hoher Erträge mit der damit einhergehenden Reduzierung der Qualität. Der Ertrag kann bei hohen 100 Hektoliter/Hektar liegen.
Sie erreicht häufig mittelhohe Mostgewichte. Im Durchschnitt liegt das Mostgewicht einige Grad Oechsle über dem des Blauen Portugieser.
Der Blütezeitpunkt liegt spät. Der Helfensteiner reift nur einige Tage nach dem Gutedel und gilt somit als früh reifend. Er kann kurz nach dem Portugieser geerntet werden. Die Rebsorte ist wenig empfindlich gegen den Falschen und den Echten Mehltau. Durch die harte Beerenhülse ist die Sorte kaum anfällig gegen die Grauschimmelfäule.

## Verbreitung
Die Rebflächen in Deutschland verteilten sich im Jahr 2007 wie folgt auf die einzelnen Anbaugebiete:
| Weinbaugebiet          | Rebfläche (Hektar) |
| Ahr                    | -                  |
| Baden                  | -                  |
| Franken                | -                  |
| Hessische Bergstraße   | -                  |
| Mittelrhein            | -                  |
| Mosel                  | -                  |
| Nahe                   | unter 0,5          |
| Pfalz                  | -                  |
| Rheingau               | -                  |
| Rheinhessen            | -                  |
| Saale-Unstrut          | unter 0,5          |
| Sachsen                | -                  |
| Stargarder Land        | -                  |
| Württemberg            | 20                 |
| TOTAL Deutschland 2007 | 20                 |

Quelle: Rebflächenstatistik vom 13. März 2008, Statistisches Bundesamt, Wiesbaden 2008 in Beschreibende Sortenliste des Bundessortenamtes 2008, Seite 198ff.